# 日本共産党第8回大会
日本共産党第8回大会（にほんきょうさんとうだいはちかいたいかい）は、1961年7月25日から7月31日にかけて世田谷区民会館で開かれた日本共産党の党大会。

## 概要
この党大会に先立って、党綱領草案への賛成キャンペーンが党機関紙誌などを通じてなされる一方、綱領案に反対する春日庄次郎たちは、大会直前に党を批判する刊行物や声明を発表した。その中には、「一時離党」し、「日本共産党万歳！」を叫んだ（社会主義革新運動）グループもいたが、党側は離党を受け付けず除名処分とした。また、新日本文学会に所属していた党員の一部は、所属組織を横断する分派集団をつくり、連名で意見書や声明を作成、大会の前後にかけて報道機関に公表した。
党大会では、綱領案に保留の態度を表明していた中野重治が「みなさんの討論を聞いて、綱領草案を基本的に認めうるところに到達した」などと述べたように、意見を変更した代議員・評議員もいた。
結局、党綱領草案は満場一致で採択された。党綱領は1960年81カ国共産党・労働者党会議の決議にも沿ったものとされた。
党綱領の内容は、日本は米国に半ば占領された従属国であり、これとの闘争の必要性、そして日本独占資本との闘争の必要性を述べたものだった。党綱領は、直接社会主義革命を目指さず、「反帝・反独占の人民の民主主義革命」をめざし、それから段階的に社会主義革命へと移行するものとした。
大会は中央委員会と中央統制監査委員会を選出した。第1回中央委員会で、野坂参三が議長、宮本顕治が書記長に選出された。